# Allie Wrubel
Elias Paul Wrubel, detto Allie (Middletown, 15 gennaio 1905 – Twentynine Palms, 13 dicembre 1973), è stato un compositore statunitense.

## Carriera
Ha collaborato con il paroliere Ray Gilbert per la canzone Zip-a-Dee-Doo-Dah, inclusa nel film I racconti dello zio Tom (Song of the South), che è valsa ai due autori l'Oscar alla migliore canzone ai Premi Oscar 1948.
Ha contribuito alla musica di altre produzioni cinematografiche, tra cui Musica maestro (1946), Duello al sole (1946), Le vie della città (1948), Lo scrigno delle sette perle (1948), Tulsa (1949) e Merletto di mezzanotte (1960).
Tra i parolieri con cui ha collaborato vi sono Abner Silver, Herb Magidson, Charles Newman, Mort Dixon e Ned Washington.
Altri suoi brani celebri sono Gone with the Wind (1937; testo di Herb Magidson), interpretata da Horace Heidt e The Lady in Red (1935; testo di Mort Dixon).
Nel 1970 è stato inserito nella Songwriters Hall of Fame.